# Neck Knife

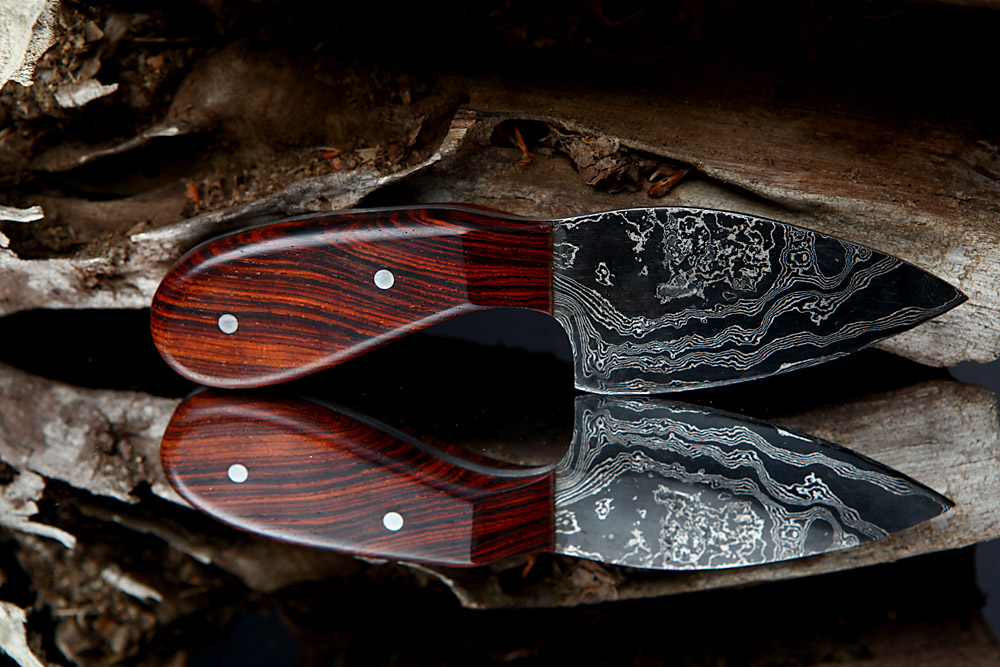
Neck Knife (mit Spiegelung an einer Glasoberfläche)

Ein Neck Knife (englisch für „Hals-Messer“) ist ein kleines Messer mit feststehender Klinge, das an einem Lederriemchen (o. ä.) um den Hals getragen wird. Je nach Ausführung kann es als Werkzeug und/oder Schmuckstück dienen.  

## Eigenschaften
Um ein bequemes Tragen zu ermöglichen, sind Neck Knives klein und leicht gebaut. Üblich sind Vollerlkonstruktionen, die trotz der geringen Größe ein hohes Maß an Robustheit bieten. Die Scheide  wird mit der Spitze nach oben um den Hals getragen, sodass das Messer nach unten aus ihr herausgezogen werden kann. Zumeist kommen Scheiden aus Kunststoff zum Einsatz, in die die Klinge oder Teile der Griffschalen formschlüssig einrasten können, was ein Herausrutschen des Messers zuverlässig verhindert. Andere Lösungen, etwa Lederscheiden mit Sicherungsriemen, sind möglich. 

## Funktion
Neck Knives können verdeckt unter der Kleidung oder sichtbar über der Kleidung getragen werden. Letztere Variante erleichtert einen schnellen Zugriff. 